# Семинога Анатолій Іванович
Анато́лій Іва́нович Семино́га (нар. 2 березня 1960, с. Самгородок, Смілянський район, Черкаська область) — український політик. Колишній народний депутат України.

## Освіта
У 2002 р. закінчив Київський національний торговельно-економічний університет за фахом економіст.

## Кар'єра
- 1978–1979 — моторист-стерновий Київського суднобудівного-судноремонтного заводу.
- 1979–1981 — служба в армії.
- 1981–1986 — помічник капітана Київського суднобудівного-судноремонтного заводу.
- 1986–1988 — начальник електростанції 245 комунально-експлуатаційної частини району Туркменського військового округу в Республіці Афганістан. Учасник бойових дій у Демократичній Республіці Афганістан.
- 1988–1994 — начальник центральної заводської лабораторії Київського суднобудівного-судноремонтного заводу.
- 1994–1998 — директор ТОВ «Куявія», м. Київ.
- 1998–2002 — директор ТОВ «Марія», м. Київ.
- 2002 — генеральний директор ТОВ «Агро-Рось».

На момент виборів парламенту 2002 року був членом вхідної в БЮТ Української соціал-демократичної партії під лідерством Василя Онопенка. Пізніше вступив до партії Юлії Тимошенко Всеукраїнське об'єднання «Батьківщина». З 2005 року — голова Київської міської організації «Батьківщини».
У 2004-му під час виборів Президента України Анатолій Семинога керував Донецьким регіональним виборчим штабом коаліції «Сила народу», яка підтримувала опозиційного кандидата Віктора Ющенка. Взяв активну участь у Помаранчевій революції.

## Парламентська діяльність
Народний депутат України 4-го скликання з 14 травня 2002 до 25 травня 2006 від «Блоку Юлії Тимошенко», № 22 в списку. На час виборів: директор ТОВ «Агро-Рось» (місто Київ), член Української соціал-демократичної партії. Член фракції «Блок Юлії Тимошенко» (з травня 2002). Член Комітету з питань фінансів і банківської діяльності (з червня 2002).
Народний депутат України 5-го скликання з 25 травня 2006 до 15 червня 2007 від «Блоку Юлії Тимошенко», № 15 в списку. На час виборів: народний депутат України, член партії Всеукраїнське об'єднання «Батьківщина». Член фракції «Блок Юлії Тимошенко» (з травня 2006). Член Комітету з питань фінансів і банківської діяльності (з липня 2006). 15 червня 2007 достроково припинив свої повноваження під час масового складення мандатів депутатами-опозиціонерами з метою проведення позачергових виборів до Верховної Ради.
Народний депутат України 6-го скликання з 23 листопада 2007 до 12 грудня 2012 від «Блоку Юлії Тимошенко», № 16 в списку. На час виборів: тимчасово не працював, член партії Всеукраїнське об'єднання «Батьківщина». Член фракції «Блок Юлії Тимошенко» (з листопада 2007). 1 лютого 2011 був виключений з фракції через голосування за внесення змін до Конституції в частині проведення чергових виборів парламенту та президента. Голова Комітету з питань екологічної політики, природокористування та ліквідації наслідків Чорнобильської катастрофи (з грудня 2007).

## Нагороди
Медаль «За трудову доблесть». Орден «За заслуги» III ступеня (серпень 2011).